# Денисенко, Иван Парфёнович
Иван Парфёнович Денисенко (Тремба) (12 января 1902, с. Константиновка, Донецкой области — 17 марта 1958, с. Красноярка, Ленинск-Кузнецкий район, Кемеровская область, РСФСР, СССР) — советский хозяйственный деятель, председатель колхоза «Искра» Ленинск-Кузнецкого района Кемеровской области, Герой Социалистического Труда (25 февраля 1949 года).

## Биография
Родился в с. Константиновка Бахмутского уезда Екатеринославской губернии. В пятилетнем возрасте остался без матери. Его дед Яков Денисенко жил в Сибири и, узнав о трудной судьбе внука, пригласил его к себе. Восьмилетним мальчиком с чужими людьми он приехал к деду в д. Красноярка ст. Кольчугино, Новониколаевского уезда (ныне -с. Красноярка, Ленинск-Кузнецкий район Кемеровской области) и взял его фамилию.
Был одним из организаторов колхозного строя, в 1929 году первым вступил в колхоз «Искра». С этого времени он отдаёт все свои силы делу борьбы за коллективизацию деревни. Любознательность и трудолюбие завоёвывают ему заслуженный авторитет. Через два года его назначают бригадиром молочной фермы, а затем и заведующим.
В 1937 году Ивана Парфёновича колхозники избирают своим председателем. Под его руководством артельное хозяйство быстро идёт в гору. В 1938 году колхоз «Искра» стал участником ВСХВ, а И. П. Денисенко был награждён золотой медалью ВСХВ. Член партии с 1939 года.
Участник Великой Отечественной войны. В Красной Армии с 13 октября 1941 года. Служил наводчиком 120-миллиметрового миномета отдельного минометного дивизиона 370-й стрелковой дивизии Северо-Западного фронта. 15 февраля 1943 года был тяжело ранен, что повлекло ампутацию голени правой ноги. В октябре 1943 года демобилизован как инвалид войны. За мужество и отвагу награждён орденом Красной Звезды.
В феврале 1944 года возвращается в родной колхоз, работает сначала счетоводом, потом председателем Красноярского сельского Совета, председателем колхоза.
В 1947 году в колхозе «Искра» развернулось патриотическое движение за сбор высоких урожаев зерновых культур и картофеля. На общем собрании было принято решение получить с каждого гектара не менее чем по 500 центнеров картофеля. В 1948 году группа картофелеводов выполнила это решение, получив урожай картофеля более 500 центнеров с гектара.
За организаторскую работу, давшую высокие урожаи и доходы в 1948 году, И. П. Денисенко был награждён орденом Трудового Красного Знамени, а в 1949 году ему в составе группы передовых картофелеводов колхоза «Искра» было присвоено звание Героя Социалистического Труда.
И. П. Денисенко работал председателем колхоза «Искра» до самой смерти. Похоронен в селе Красноярка.